# Río Cap
El río Cap es un río de Nueva Caledonia. Tiene un área de influencia de 174 kilómetros cuadrados.